# 충주-수안보 전투
충주-수안보 전투는 한국 전쟁 중기 김종오 대령이 이끄는 제6사단이 전쟁이 발발한지 9일째 되는 날인 7월 3일 충주로 집결해 치른 전투이다.
당시의 전황을 보면, 서부전선에서 한강 전투에서 방어선 붕괴되어 적의 선봉이 안양-수원 지역으로 밀려듬에 따라 군당국에서는 제1사단을 엄호부대로 삼아 풍덕천 계속에 배치한 가운데 주력을 오산-평택 부근으로 집결시키는 한편 동부전선의 제8사단을 강륙에서 대화-평창을 거쳐 제천으로 전진시켜 중앙선을 담당케 하는 등, 이제 일선에서 분산된 병력을 취합함과 아울러 새로운 저지선을 형성코자 힘을 기울이고 있을 무렵이었다.

## 배경
북한군은 한강방어선을 돌파한 뒤로 기동성있는 추격을 강조하면서 국군의 재결집을 방해하고 UN군이 참전하기 전까지의 결정적인 타격을 노렸다는 것이다.
반면에 국군은 단시일 내에 전열을 정비하여 차령산맥 회랑에서 일단 북한군을 저지한 다음 북한군의 기를 포착하여 공세로 이전키로 하였다.
따라서 이 작전의 일환으로 육군본부에서는 작명 제23호를 하달하여 사단의 제7, 19 양 연대로 하여금 군 주력의 철수를 엄호케 하는 한편 서부전선의 분산병력을 음성-진천-청주 부근으로 집결시켰는데, 당시의 계획은 전선이 정비되면 이 양연대를 충주 지역으로 반전시켜 중부전선을 장악토록 배치할 예정이었다.

## 전투 과정

### 7월 7일
사단의 지휘부가 이틀 전인 7월 5일 17:00에 증평으로 떠난 뒤로 이곳 충주 지역은 함병선 대령이 이끄는 제2연대가 방어케 되었는데, 이 지역에는 아직도 북한군의 상황이 불명하여 원주와 청주 방면에서 수많은 북한군이 남하하고 있다는 정보 정도 이외에는 다른 정보가 없었기 때문에 그 행방을 판단하지 못하고 있는 실정이었다.
따라서 연대는 당면의 북한군의 상황을 파악코자 충주 북쪽의 19번 도로(원주-충주간)와 북서쪽의 3번 도로(이천-충주간) 부근에 경계의 중점을 두고 특히 동량면(충주 북쪽의 인접면)과 가금면(좌인접면) 일대를 위력수색함과 아울러 장차 방어진지를 편성키 위한 지형을 정찰하고 있던 바, 전날 하오에 송강리(충주 북쪽 8km) 부근에서 중대규모의 북한군과 접촉한 이후로 10km 내외의 인접지역에서 북한군을 확인했다는 보고가 잇닿게 되자 이윽고 이날 07:00를 기하여 방어진지를 점령하기에 이르렀다.
즉, 남한강과 달천강을 방벽으로 삼아 북한군을 도강선에서 저지 격멸할 방침아래 제3대대를 남한강으로 추진하고 제1대대는 서쪽의 달천강 부근으로 약진시켜 강안의 진지를 점령케 한 것이다.
그런데 이때에 충주지역으로 밀려들고 있는 적은 북한군 제12사단이라고 하는 바, 그 선봉인듯한 연대규모가 벌써 목계(충주 북서쪽 12km)를 지나 태고산(충주 북쪽 6km) 부근으로 집결중에 있다는 것이며 또 다른 일군은 청주에서 용포리(목계 서쪽 13km)로 내려가 계속 가금면 쪽으로 남진한다는 등, 이제 충주의 서북면 일대에 이상한 기운이 감돌았다.

### 7월 8일
충주 함락을 노린 북한군 제12사단은 이윽고 이날 05:00를 기하여 공격을 감행하였다. 이날 01:00를 전후하여 정적을 깨뜨리고 포격을 시작한 북한군은 04:30까지 3시간을 교란사격으로 이어가면서 연대의 방어진지 전역을 공격하더니 04:30을 넘어서자 갑자기 그 밀도를 증강하여 공격준비 사격으로 이행한 듯, 사병화력까지 곁들인 집중포격을 가하는데, 주로 연대의 우일선인 제3대대의 진지 일원과 제1대대의 3중대가 배치된 칠금동 부근으로 주화력을 집중하였다.
이것은 곧 남한강을 건너겠다는 신호와 같은 것으로, 미리 그 저지진지를 공격하려는 기도가 역력히 엿보여 양 대대장은 제하의 각 중대장들에게 더욱 방어를 강화토록 지시하였는데, 이날도 전날과 다름없이 아침 안개가 짙게 깔려 3m 전방을 헤아리기 어려울 뿐만 아니라 포화가 또한 가열하니 북한군의 동정을 파악할 수가 없었다.
이러한 사이에 어느덧 05:00를 넘어서자 북한군의 포화가 남쪽으로 펼쳐지는 듯 하더니, 이번에는 제3대대의 오른쪽 제1선을 맡고 있는 9중대장 남백봉 대위로부터 『중대규모의 적이 용곡 부근으로 기어오른다.』는 급보가 들어왔다.
이것은 분명히 용곡쪽으로 도하하여 기어오르고 있는 무리임이 틀림없거니와, 그 부근에 매복시킨 청음초소에서도 이들이 목전에 다다를 때까지 농무와 포격에 가려 도하마저 식별하지 못하다가 이를 확인하였을 때에는 이미 중대규모로써 진전으로 침입하고 있었던 것이다.
그리하여 총격전이 벌어졌는데, 대대는 미리 사격 방향을 그곳으로 지향하여 적절한 사격이 가능하도록 화망을 구성한 터이므로 동시 집중사격으로 이를 강타하였으며 특히 동단의 기관총 화력이 그 위력을 발휘하여 백사장 일대를 휩쓸어 버렸다.
그런데 이번에는 또 다시 제10중대 정면의 목수 부근에서 2개 소대 규모가 침공하였으니, 여기에서도 대동소이한 양상으로 강 언저리에 뛰어올라 교두보를 확보코자 하였으나 또한 제10, 11중대의 진저에서 공격을 받아 흩어지고 말았다.
06:00 현존의 적침상황을 종합해 보면, 초두에 일전을 치른바 있는 조둔진을 비롯하여 제10중대 정면의 용탄진과 제11중대 정면의 목행진 및 반송 나루터 등 제3대대의 진전에서만 보아도 연대 규모를 헤아렸으며, 또한 좌일선인 제 1대대 지역에서도 탄금대 동쪽의 유송리 부근에서 2개 중대 규모가 침습할 뿐만 아니라 그 서쪽의 오목골 마을에서 수를 헤아릴 수 없는 적이 또한 창동리 쪽으로 도강하고자 필사적이었다.
이같은 침공상황으로 미루어 볼 때에 북한군은 주력으로써 남한강을 건너 충주 북쪽으로 침입코자 함이 분명하거니와, 그 예봉이 3대대 지역으로 집중하고 보니 여기에서 치열한 혼전이 펼쳐졌다.
결국 이날의 교전은 남한강 이근에서 승패를 가름하려는 듯, 치열한 혼전이 계속되었는데 1시간 30분을 지나 07:00에 이르자 제 3대대의 진지 일각이 무너지기 시작하였으니, 아무리 무찔러도 일파 만파로 밀려든 북한군은 끝내 교두보를 확보하여 진전으로 밀고 들어오기에 이른 것이다.
이리하여 국군은 기진한 상태에 빠져들고 충주 동쪽으로부터 일단의 북한군이 침공해 옮으로써 충주에서 철수하지 않으면 안 되는 상황을 맞이하였다.
이리하여 연대는 이틀간의 치열한 혼전 끝에 충주에서 철수하여 병력을 취합하고 제19연대에 현임무를 인계한 다음 수안보면으로 집결케 되었는데 이로부터 전투는 새로운 국면으로 접어들게 되었다.

### 7월 9일
이날 새벽은 전날 밤부터 내리기 시작한 가랑비가 아직도 개이지 않아 때때로 오락가락하는데 공격대대는 전진하여 우일선인 김용기 소령이 이끄는 제19연대 2대대는 한천리를 지나 목벌리 동남쪽 1.5km의 문지골 부근에 다다르고 있었으며 용천리와 수회리로 집결한 제1, 2 대대는 마지막 점검을 마치고 세성동 쪽으로 향하였다.
그런데 이때에 충주로 집결한 적은 여기에서 작전의 큰 전환을 꾀하고 있었으니, 즉 충주를 점령한 제12사단을 동남쪽으로 전진시켜 국군 제8사단 정면의 단양 지역을 도모케 하고 후속 제1사단으로 하여금 3번도로(충주-수안보면-문경간)를 따라 수안보로 진격케할 방침아래 그 선발대를 각각 연대규모로 선정하여 기동로를 확보케 하였다고 하는 바, 이부대들이 동측에서는 이미 마지막재를 넘어 목벌리쪽으로 지향하고 남향부대는 단월동을 지나 소향산으로 계속 출발하고 있었던 것이다.
그 뿐만 아니라 충주를 점령한 직후에 제105기갑사단 소속의 제109기갑연대로 알려진 30대의 전차가 후속하여 역전광장에 집결 중에 있었으며 또한 이들 제1사단은 충주 점령의 공을 놓치고 거의 발악적인 광기에 서려 수안보까지 급속히 침공코자 혈안이 되었다는 것이다.
이같은 상황아래 연대는 아직도 적정을 파악하지 못한 채로 반격의 칼을 빼어 들었으니, 진출전야의 암운이 감돌았다.

## 결과 및 영향
이 전투가 끝난 뒤로 제2연대는 수안보면에서 분산병력을 취합하여 부대를 재정비한 다음 7월 10일 14:00에 하달된 사단장의 명령에 따라 지휘소를 그 남쪽 4km의 화천리로 이동하고 병력을 한걸음 뒤로 뽑아 연풍으로 내려가는 길목 좌우양측방의 610고지-478고지선에 신진지를 마련하였다.
이때에 제1선에서는 교착상태로 들어가 피아간에 정찰대의 활동이 있을 뿐으로 표면상으로는 급박한 상황은 전개되지 않았으나 사실은 이 무렵 북한군은 새로운 침공준비에 박차를 가하고 있었다.

## 참고 자료
- 용산 전쟁기념관